# ولینگتون، شروپ‌شر
latitudeولینگتون، شروپ‌شرlongitudeولینگتون، شروپ‌شر
ولینگتون، شروپ‌شر (به انگلیسی: Wellington, Shropshire) یک منطقهٔ مسکونی در انگلستان است که در میدلند غربی واقع شده‌است.

## خصوصیات
ولینگتون ۲۴٬۲۰۰ نفر جمعیت دارد.